# شانه‌موش سرخ‌فام
شانه‌موش سرخ‌فام (نام علمی: Ctenomys frater) نام یک گونه از سرده شانه‌موش است.